# エスタディオ・サンティアゴ・ベルナベウ
エスタディオ・サンティアゴ・ベルナベウ（Estadio Santiago Bernabéu、 スペイン語発音: [esˈtaðjo sanˈtjaɣo βernaˈβeu] エスタディオ・サンティアゴ・ベルナベウ）は、スペイン・マドリード州マドリードのチャマルティン区にあるサッカー専用スタジアムでリーガ・エスパニョーラに所属するレアル・マドリードのホームスタジアム。開場は1947年12月14日。収容人数約83,000人。
マドリード地下鉄10号線には「サンティアゴ・ベルナベウ駅」があり、スタジアムに行く際はこの駅で下車をすると良い。駅はビジネス街の中心に位置している。

## 概要
スペイン内戦によってエスタディオ・チャマルティンが崩壊。1947年12月14日にスタジアムは「ヌエボ・エスタディオ・チャマルティン（Nuevo Estadio Chamartín）」として新しく生まれ変わり、CFベレネンセスと記念試合を行った。1947年12月28日のアスレティック・ビルバオ戦でチュス・アロンソが公式戦初得点を挙げた。
1955年1月4日、1943年から1978年までレアル・マドリードの会長を務めクラブの黄金期を築き上げた、当時の会長サンティアゴ・ベルナベウに因んで改名された。この新スタジアム建設計画を推し進めたのも彼であった。
UEFAが定めた5つ星スタジアムのうちの一つで、1956-57、1968-69、1979-80シーズンのUEFAチャンピオンズリーグ（当時チャンピオンズカップ）の決勝会場になった。また、2009-10シーズンの決勝会場（4度目）でもある。特に2シーズン目を迎えたチャンピオンズカップ1956-1957シーズンは、レアル・マドリードが決勝に進出し、ホームの観客の前で優勝を飾った。また、1982年スペインワールドカップの決勝戦でも使用された。
2007年2月5日にレアル・マドリードのこのスタジアムにおけるホームでのリーグ戦通算1000試合が行われたが、0－1でレバンテに敗れた。
2022年5月19日、エスタディオ・サンティアゴ・ベルナベウのリニューアルオープンに先立ち、アメリカの投資会社「シックス・ストリート」の子会社であるスタジアム運営会社「レジェンド社」に20年間の運営および管理権の売却することを発表した。レジェンドは3億6000万ユーロで権利を獲得し、今後スタジアム事業収入の30%を得ることになる。

## 改修工事とスタジアムの発展
建設当初は27,645人分のシートに47,500人が立ち見可能なスタジアムであった。その後1952年から始まった拡張工事により、一時は120,000人を収容していたが、UEFA主催大会での立見席禁止などの規定により、収容人数が減少した。
1982 FIFAワールドカップの開催に伴い、観客席に屋根が設置され、新しいスコアボードが導入された。
1992年から約2年をかけてエスタディオ・サンティアゴ・ベルナベウの拡張工事を行い、この改修費用は50億ペセタを超えた。
2000年、フロレンティーノ・ペレスが会長に就任後、デジタル対応化等のインフラ整備に着手し、これによりスタジアムは世界で初めて総合コントロール室で全てを制御するシステムとなる。また、「年間365日営業｣が可能となり、｢ベルナベウ・ツアー｣も開始した。
2012年、エスタディオ・サンティアゴ・ベルナベウの全面改装計画が発表され、2014年1月31日に会長のフロレンティーノ・ペレスより最終案が発表され、収容人数に変更はないが、アリーナ型スタジアムへの転換に全天候型の開閉式屋根の設置、360度巨大スクリーンの設置、外壁のプロジェクションマッピング投影、さらにスタジアム内および併設ホテルの周辺地区再編が柱となっていた。しかし2015年2月10日、保有していた土地のマドリード市への売却を巡って係争となり、マドリード高等裁判所はレアル・マドリード側に計画の中止を命じた。
マドリード市との交渉の末、2016年10月11日、ペレスがCEOを務めるACS社が関与しないことなどを条件に、スタジアム改装および周辺地区再編計画（規模は縮小）に改めて合意、改装計画が再始動した。しかし今度は出資を予定していたUAEの石油投資会社IPICが撤退したことで、レアル・マドリードは改装費5億7500万ユーロの債務を抱える決定をし、2018年9月の総会にて承認された（クラブ規約では予算の15～20％以上の債務を抱える際には総会で3分の2以上の賛成が必要）。シーズン終了後の2019年6月に着工、改装中も引き続き試合で使用していたが、2020年の新型コロナウイルスの世界的拡大によって3月に工事が一時中断した。4月より工事は再開したが、リーガ・エスパニョーラは3月から3ヵ月の中断期間を経て無観客試合となったため、レアル・マドリードは改装工事に専念するため、カスティージャのホームスタジアムであるエスタディオ・アルフレッド・ディ・ステファノを使用することになった。当初は2022年夏から2023年上半期の竣工を予定していたが、前述の新型コロナウイルスの世界的流行に加え、2022年ロシアのウクライナ侵攻による世界情勢の悪化に伴う資材の急騰や納入遅延の影響で、現在は2023年末の竣工予定で、総工費も2023年時点で約9億ユーロに上っていると報じられている。
主な改修工事
- 1952年の改修工事

観客席増設、照明設備の導入、スタジアム内へクラブ事務所を移転。
- 1982年の改修工事

屋根の設置、スコアボード変更
- 1992年の改修工事

屋根の嵩上げ、観客席の拡張新設、螺旋状のスロープを4箇所建設、屋根の追加設置で全ての観客席に屋根が覆われる。
- 2000年の改修工事

場内標示の一新、パドレ・ダミアン通り側の4階席に9380のシートを設置、4つのレストランや世界最大級のスポーツショップが併設、スコアボード、音響装置、ドレッシングルームの新装、世界に先駆けてスポンサー表示可能な横長のカラーディスプレイを導入。
- 2019年の改修工事

屋根の全撤去と開閉式屋根の設置、螺旋状スロープを2箇所解体及び屋根の支柱を兼ねた新しい螺旋状スロープを2箇所新設、グラウンドの改良と芝生の変更及びスプリンクラー設置、1階席の傾斜角度改善、360度巨大スクリーンの設置、外壁新設（プロジェクションマッピング投影対応）、スタジアム内および併設ホテルの周辺地区再編。
スタジアム周辺はビジネス街であるため、ヘルレドーム、フェルティンス・アレーナ、札幌ドームのような可動式グラウンドは採用されず、ヨハン・クライフ・アレナのような固定式グラウンドではサッカー以外のイベント開催時に芝生の撤去と張り替えが必要になる。アリーナ型スタジアムへの改修にあたっては、ピッチをスタジアムの地下に格納する「ピッチ格納システム」を導入している。これにより、サッカー以外のイベント開催時においても柔軟な対応が可能となり、スタジアムの稼働率を上げることが可能となる。

## その他
- トップチームのロッカールームには、クラブの守り神として1910年代に所属したソテロ・アラングレン、アルベルト・マチンバレーナの銅像が置かれている。
- 古くからのファンの中には現在もエスタディオ・サンティアゴ・ベルナベウを「チャマルティン・スタジアム」と呼ぶ人も少なくなく、ベルナベウ自身も改名された後もチャマルティン・スタジアムと呼んでいた[14]。

## 開催された主な大会

### サッカー
- 1964 欧州ネイションズカップ

| 日付          | ホームチーム | 結果 | アウェーチーム | ラウンド |
| ------------- | ------------ | ---- | -------------- | -------- |
| 1964年6月17日 | スペイン     | 2-1  | ハンガリー     | 準決勝   |
| 1964年6月21日 | スペイン     | 2-1  | ソビエト連邦   | 決勝     |

- 1982 FIFAワールドカップ

| 日付          | ホームチーム | 結果 | アウェーチーム | ラウンド             |
| ------------- | ------------ | ---- | -------------- | -------------------- |
| 1982年6月29日 | 西ドイツ     | 0-0  | イングランド   | 2次リーグ・グループB |
| 1982年7月2日  | 西ドイツ     | 2-1  | スペイン       | 2次リーグ・グループB |
| 1982年7月5日  | スペイン     | 0-0  | イングランド   | 2次リーグ・グループB |
| 1982年7月11日 | イタリア     | 3-1  | 西ドイツ       | 決勝                 |

- 国際大会決勝戦

| 日付          | ホームチーム                 | 結果 | アウェーチーム             | 大会                                 |
| ------------- | ---------------------------- | ---- | -------------------------- | ------------------------------------ |
| 1957年5月30日 | レアル・マドリード           | 2-0  | ACFフィオレンティーナ      | UEFAチャンピオンズカップ1956-57決勝  |
| 1969年5月28日 | ACミラン                     | 4-1  | アヤックス・アムステルダム | UEFAチャンピオンズカップ1968-69決勝  |
| 1980年5月28日 | ノッティンガム・フォレストFC | 1-0  | ハンブルガーSV             | UEFAチャンピオンズカップ1979-80決勝  |
| 1985年5月22日 | レアル・マドリード           | 0-1  | ヴィデオトオンSC           | UEFAカップ1984-85決勝                |
| 1986年4月30日 | レアル・マドリード           | 5-1  | 1.FCケルン                 | UEFAカップ1985-86決勝                |
| 2010年5月22日 | FCバイエルン・ミュンヘン     | 0-2  | インテル・ミラノ           | UEFAチャンピオンズリーグ2009-10決勝  |
| 2018年12月9日 | CAリーベル・プレート         | 3-1  | ボカ・ジュニアーズ         | コパ・リベルタドーレス2018決勝・2leg |

## ギャラリー

### 外観・内観

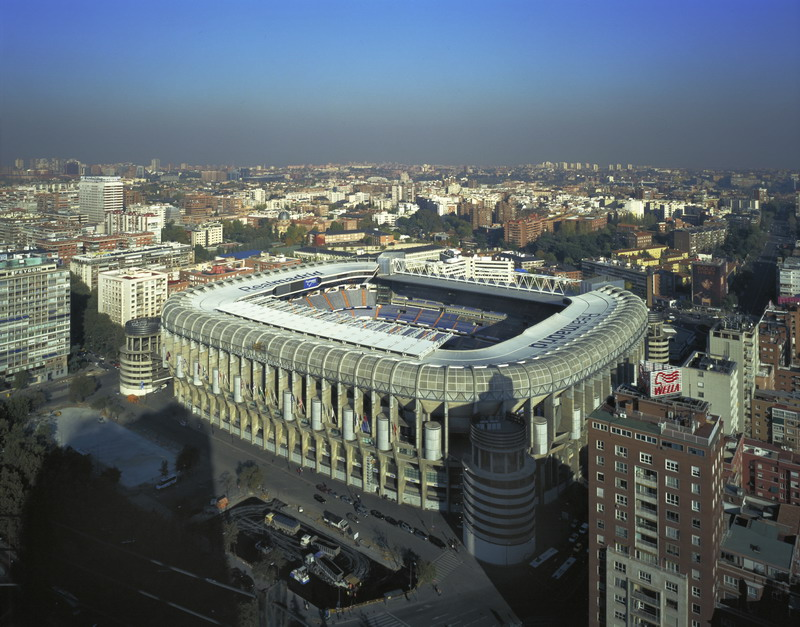
空撮 (2007年)
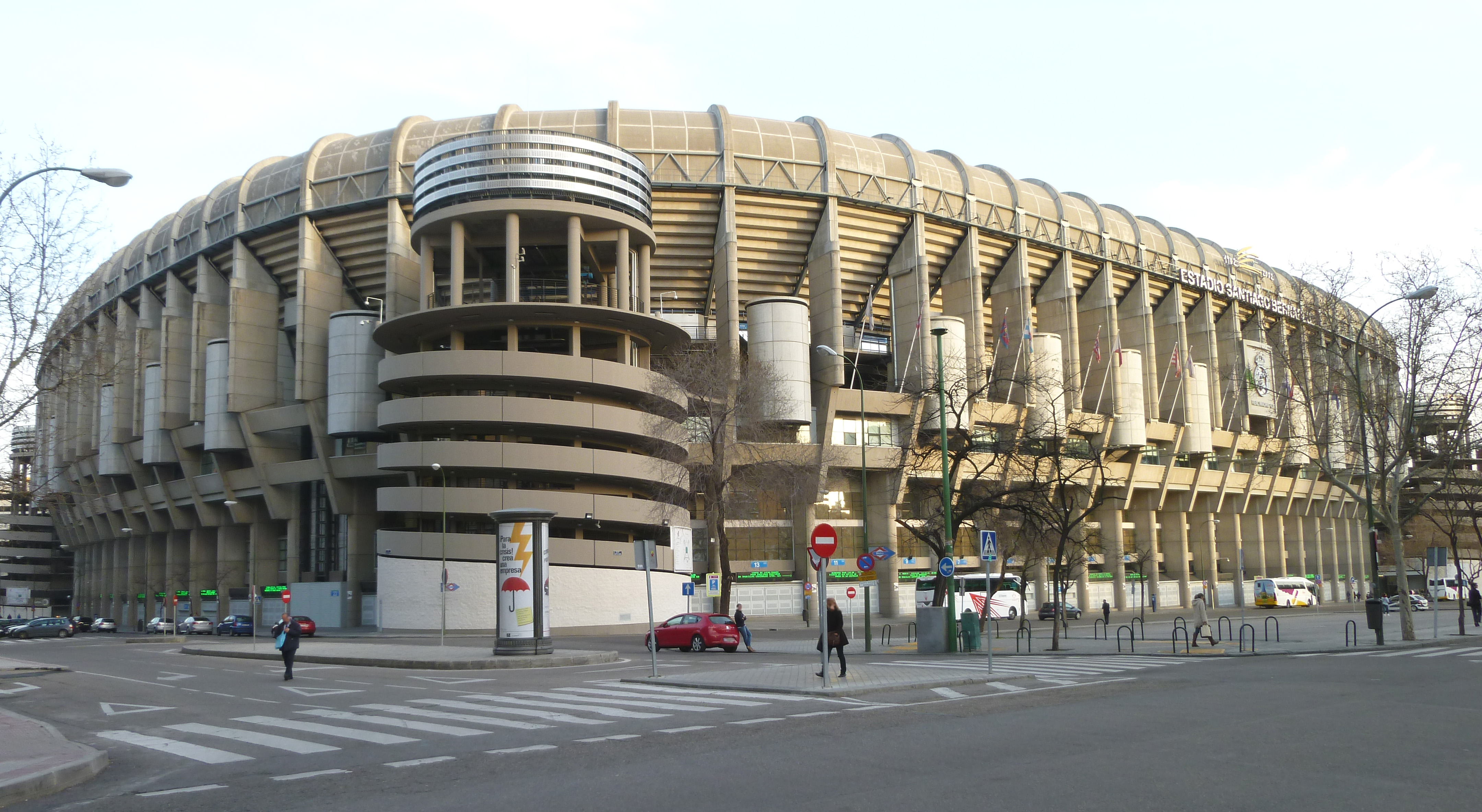
北側からの外観
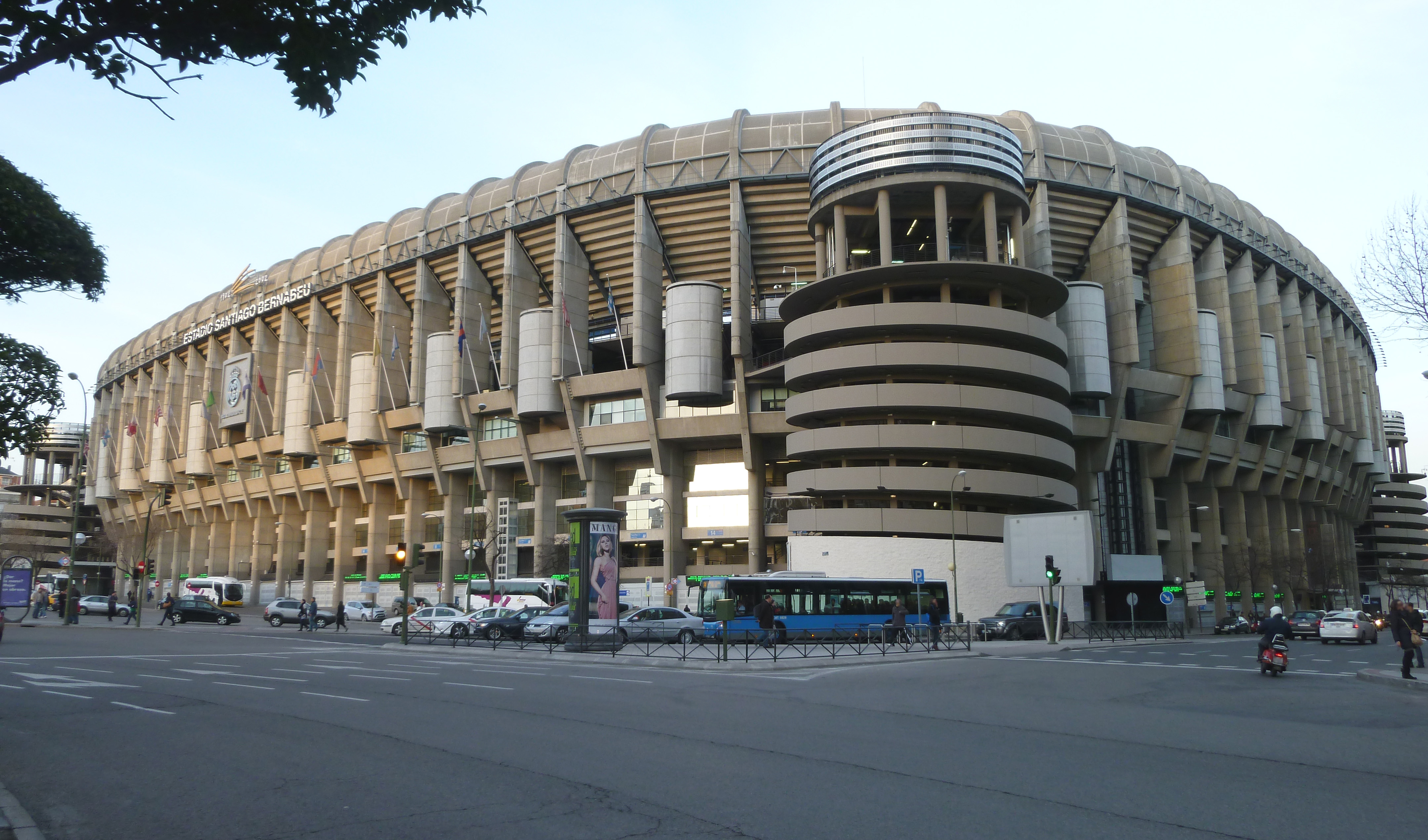
南側からの外観
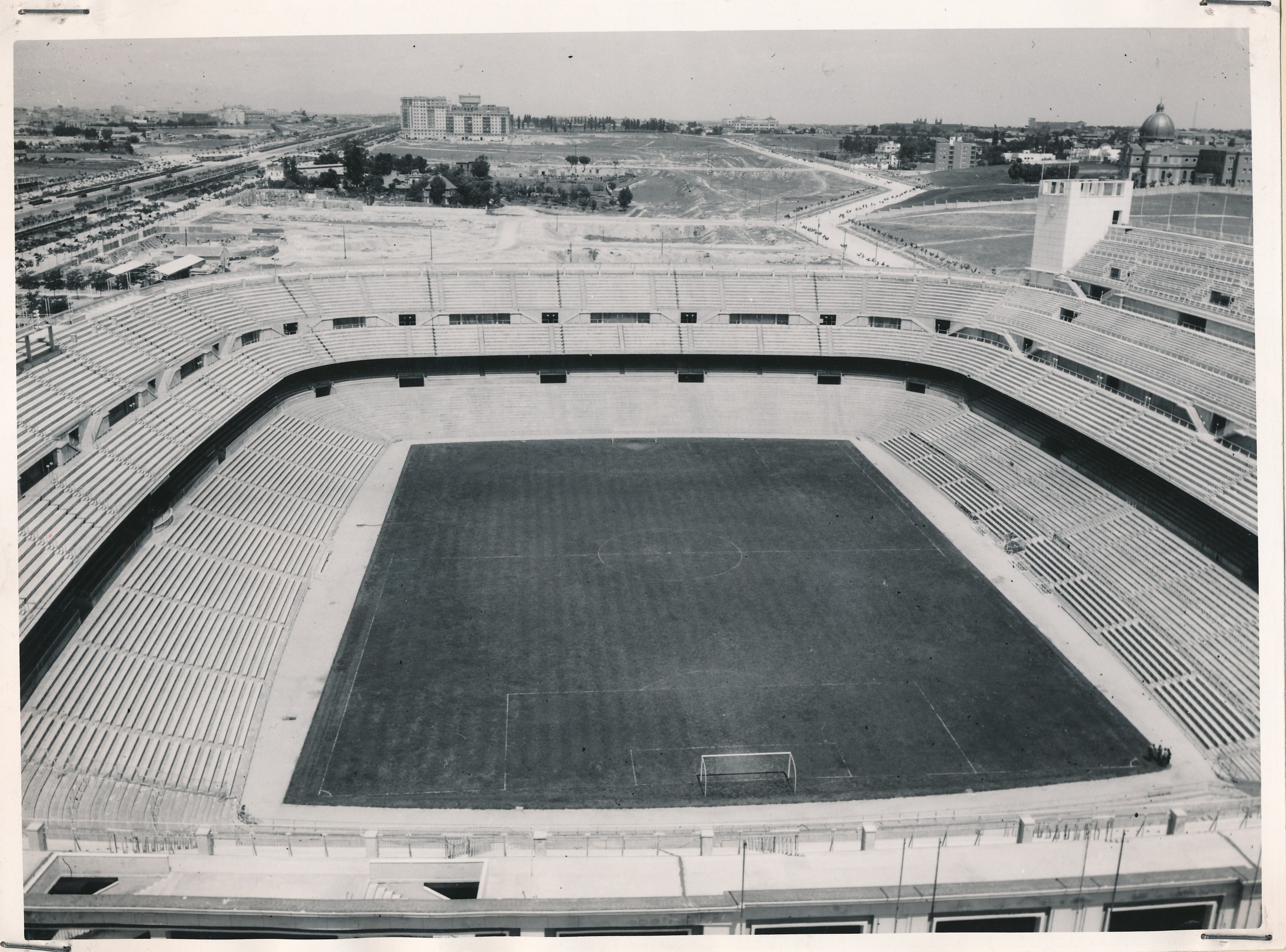
1955年の内観
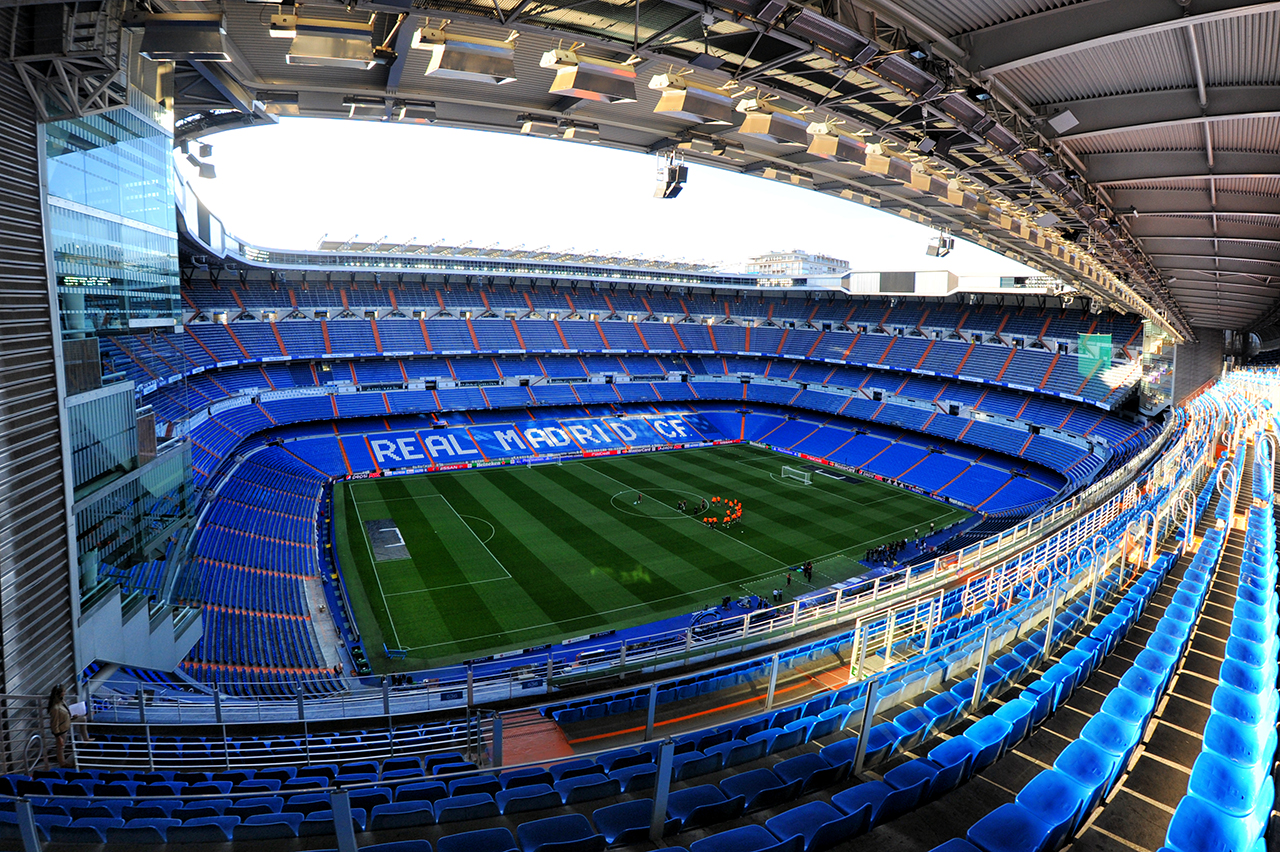
2009年の内観
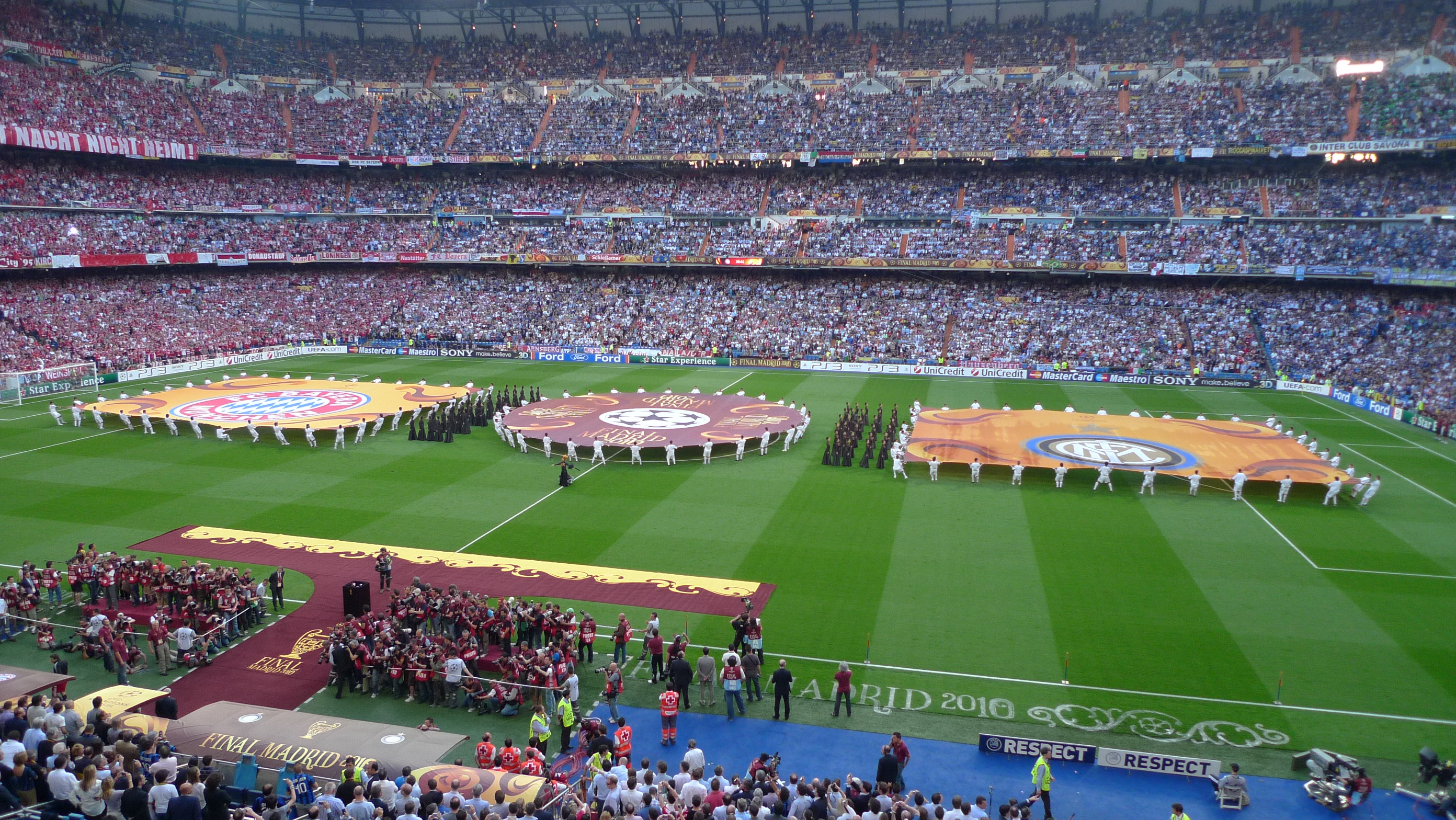
2010年の内観
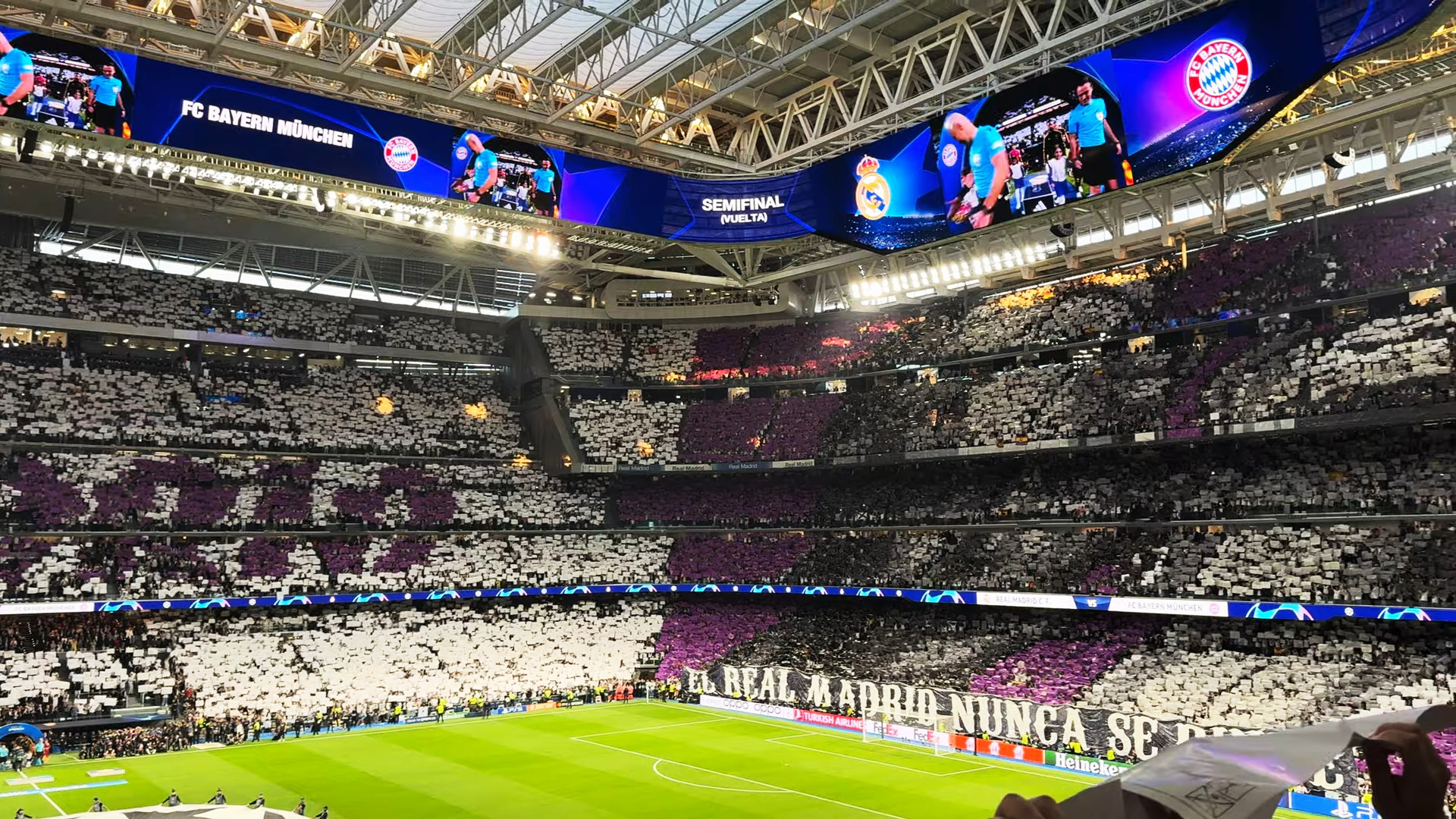
2024年の内観

### 内部・設備

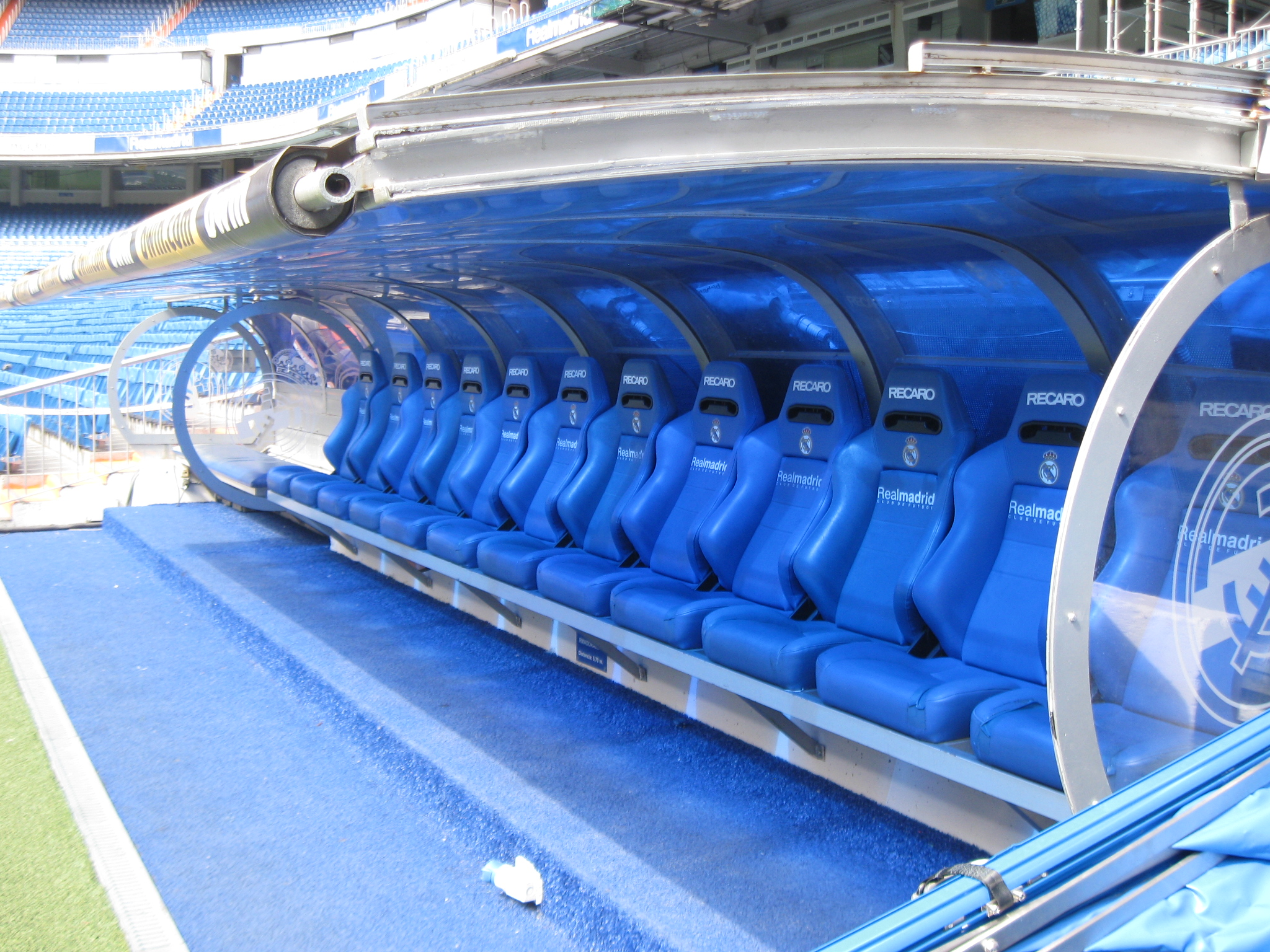
ベンチ
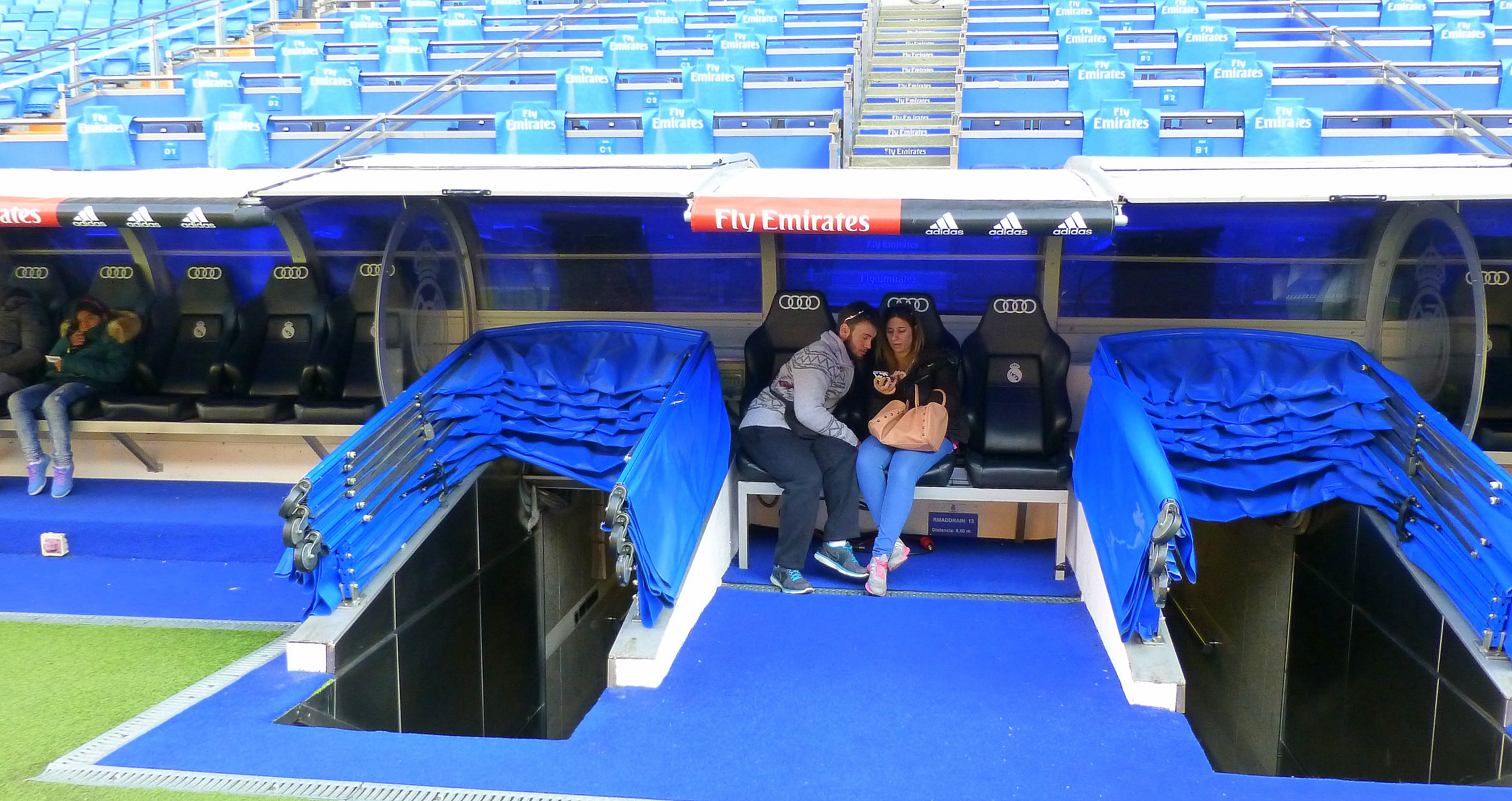
選手通用口
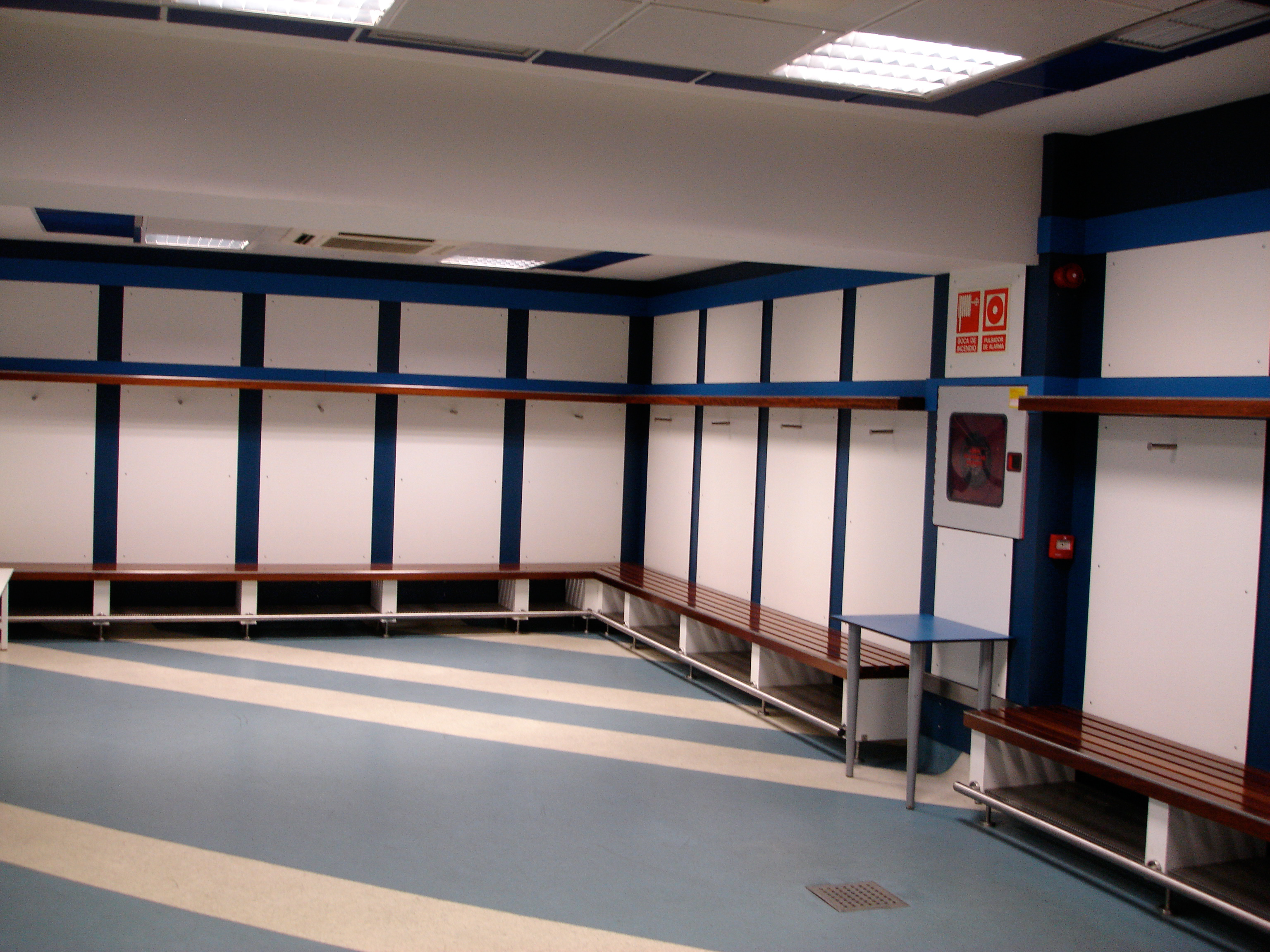
ドレッシングルーム (2007年)
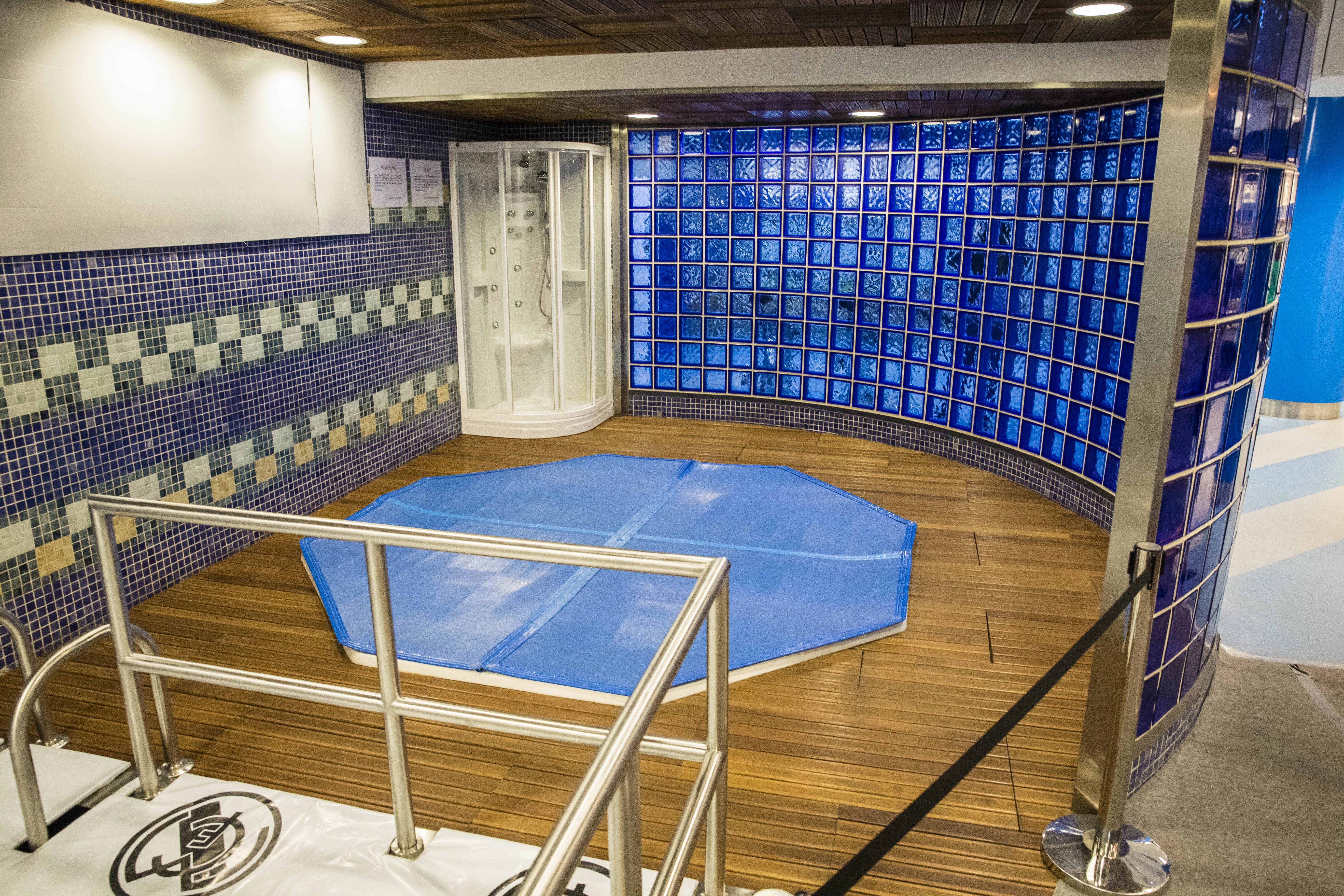
シャワー/ジャグジー
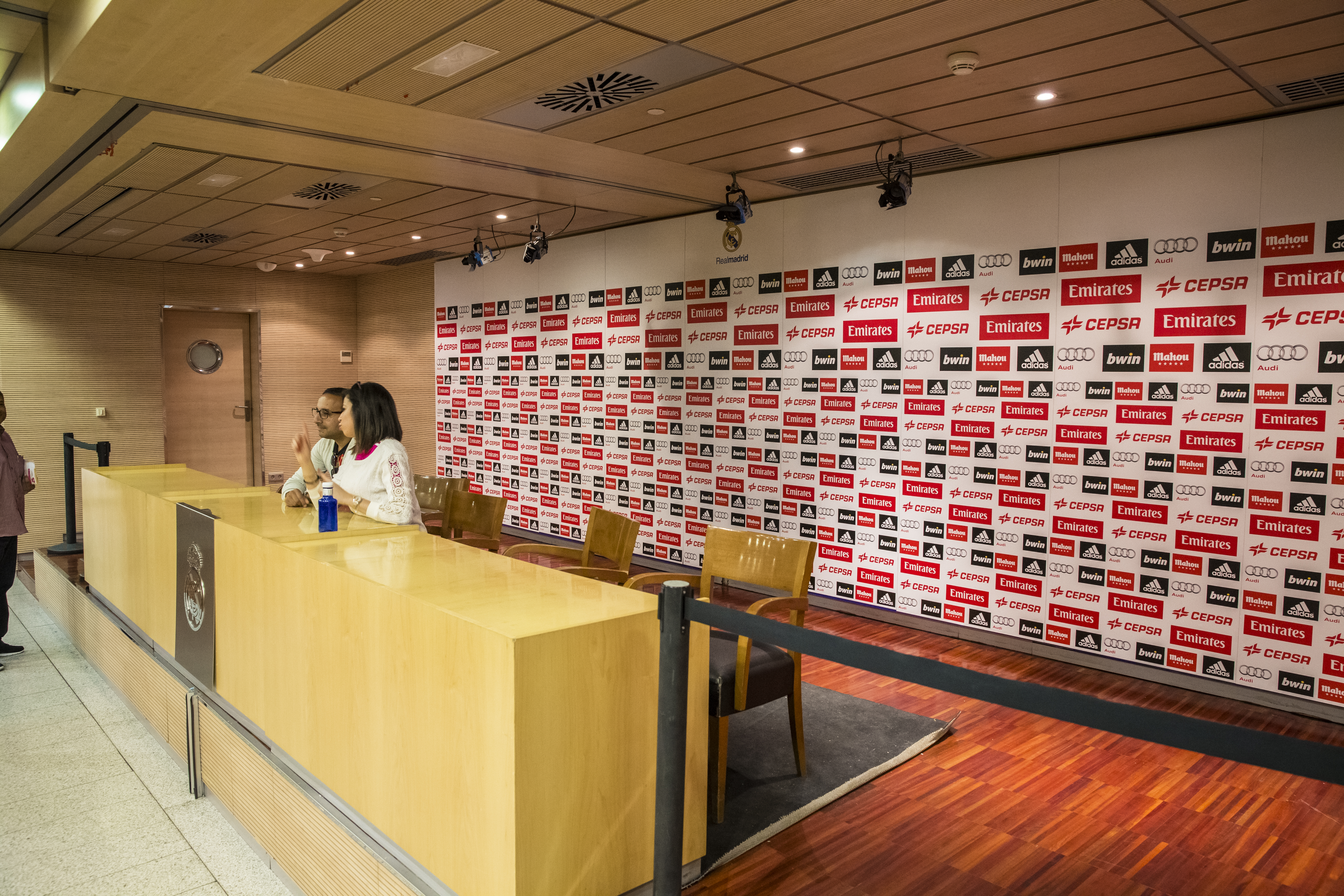
会見室

### レアル・マドリード・ミュージアム

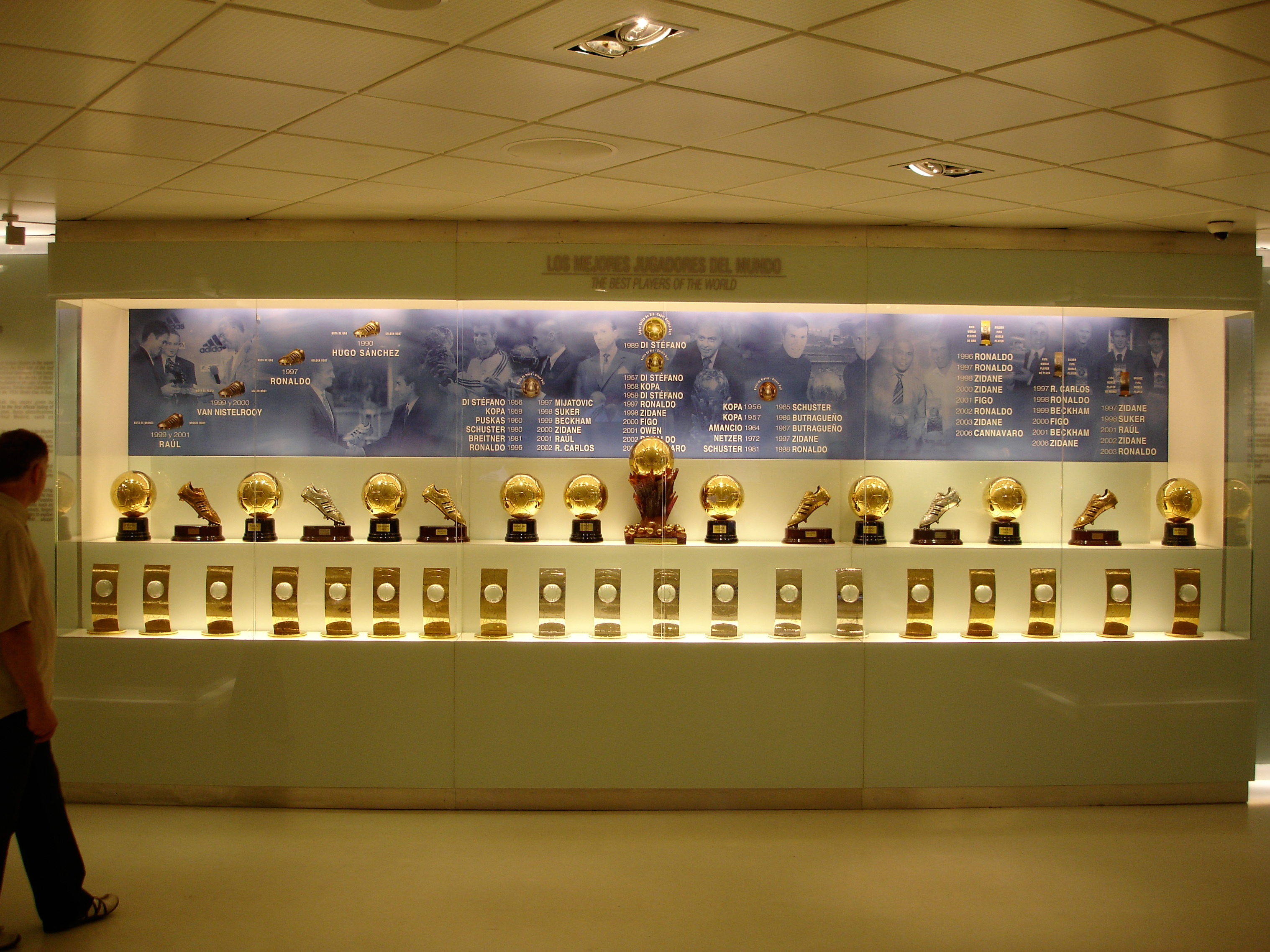
個人タイトル
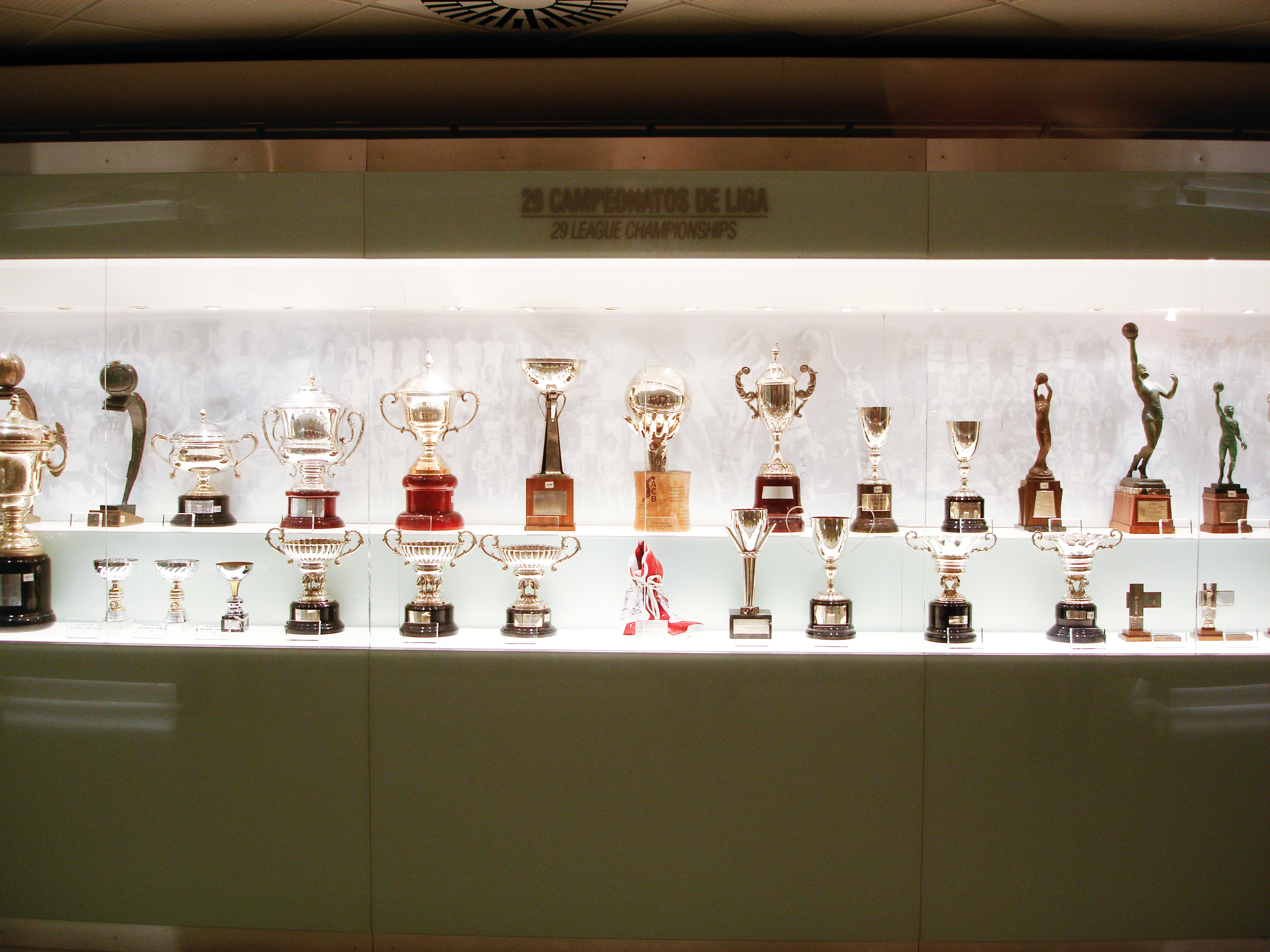
バスケ部門のタイトル
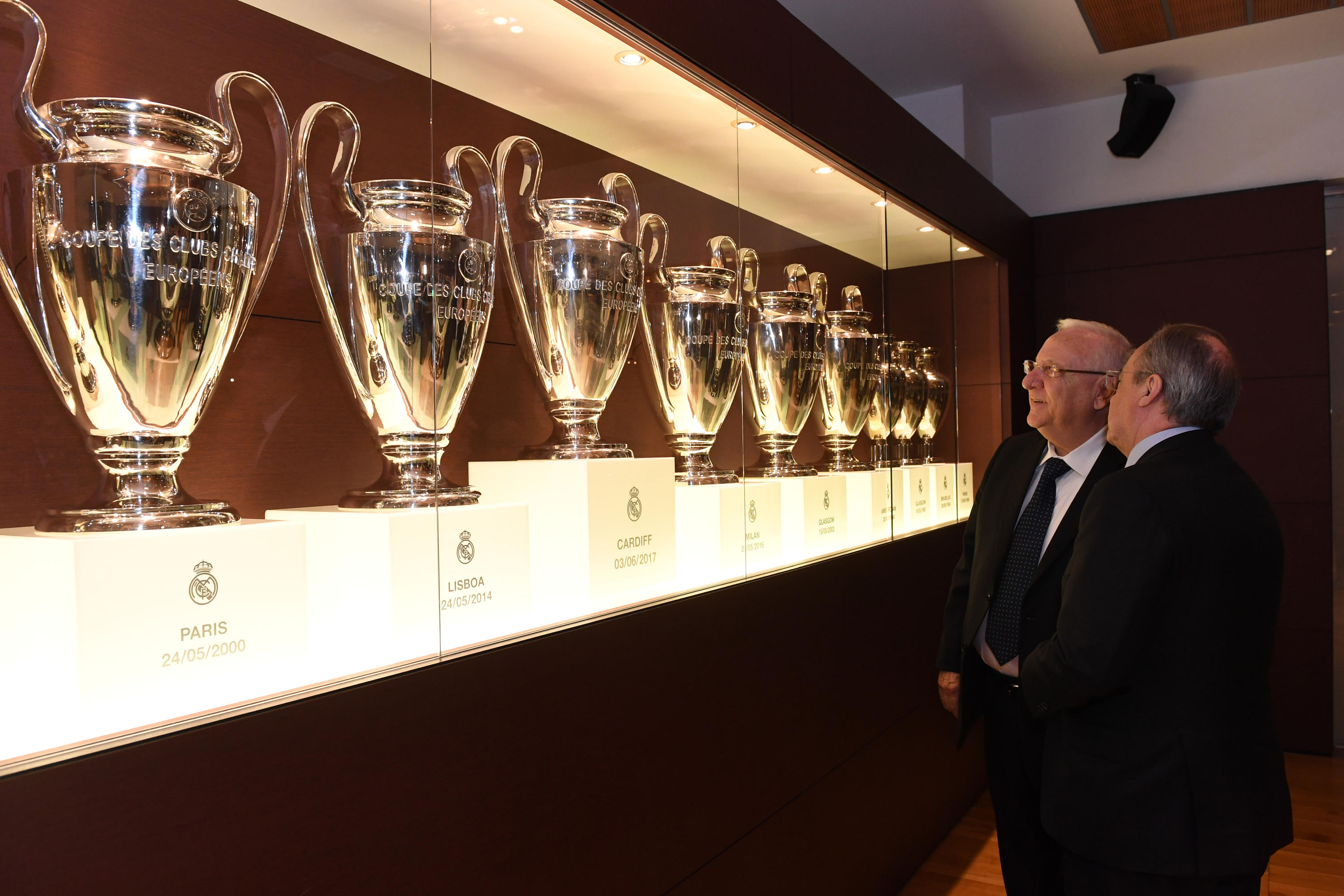
ビッグイヤー
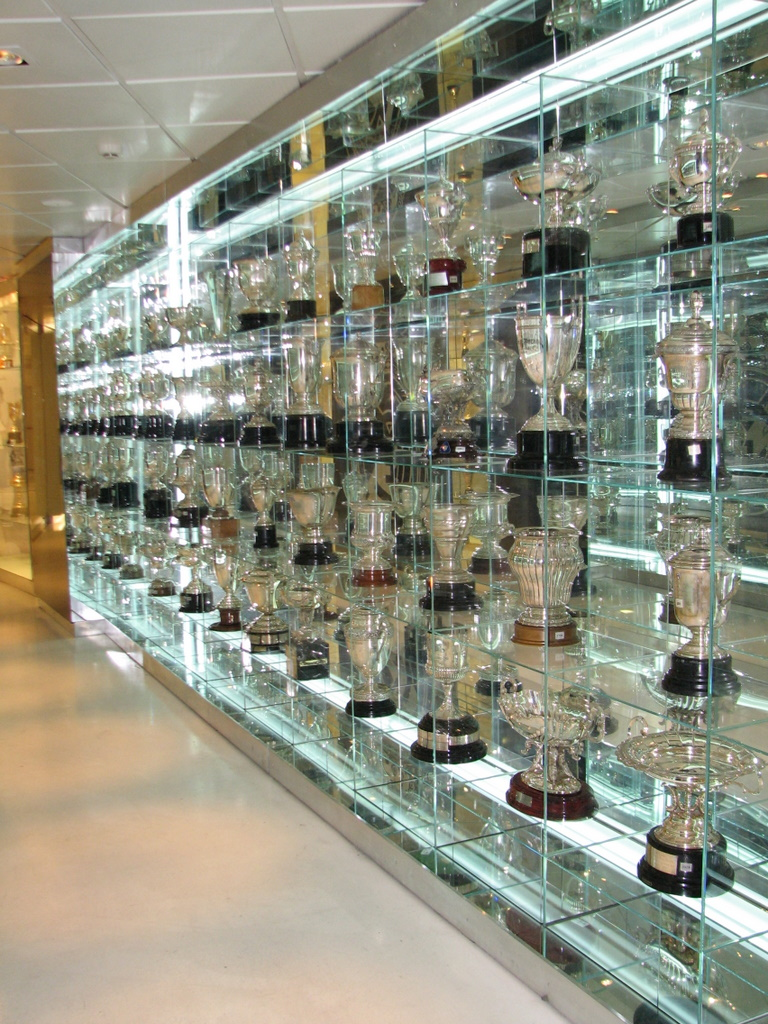
国内タイトル
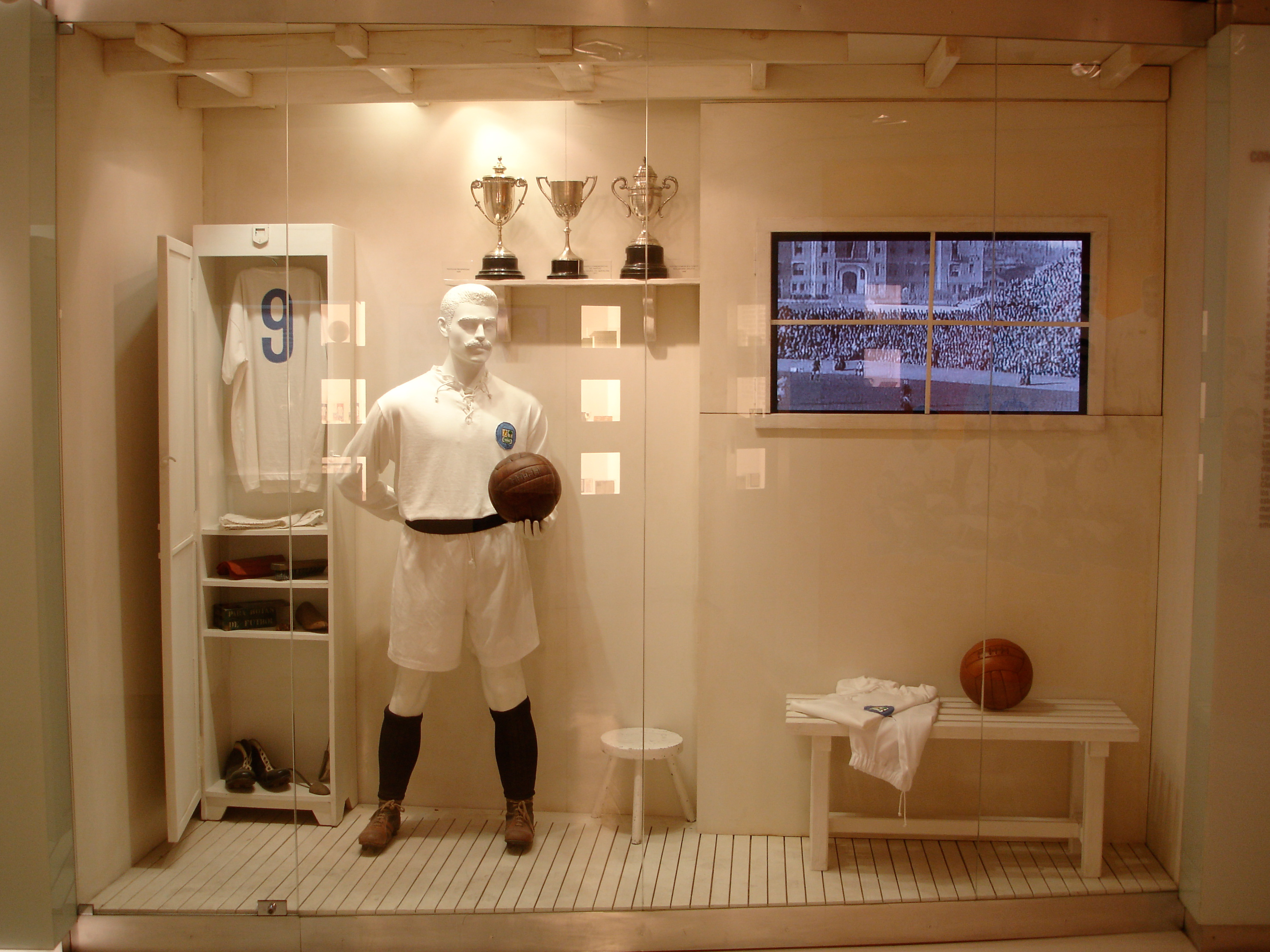
1940年代のロッカールーム再現
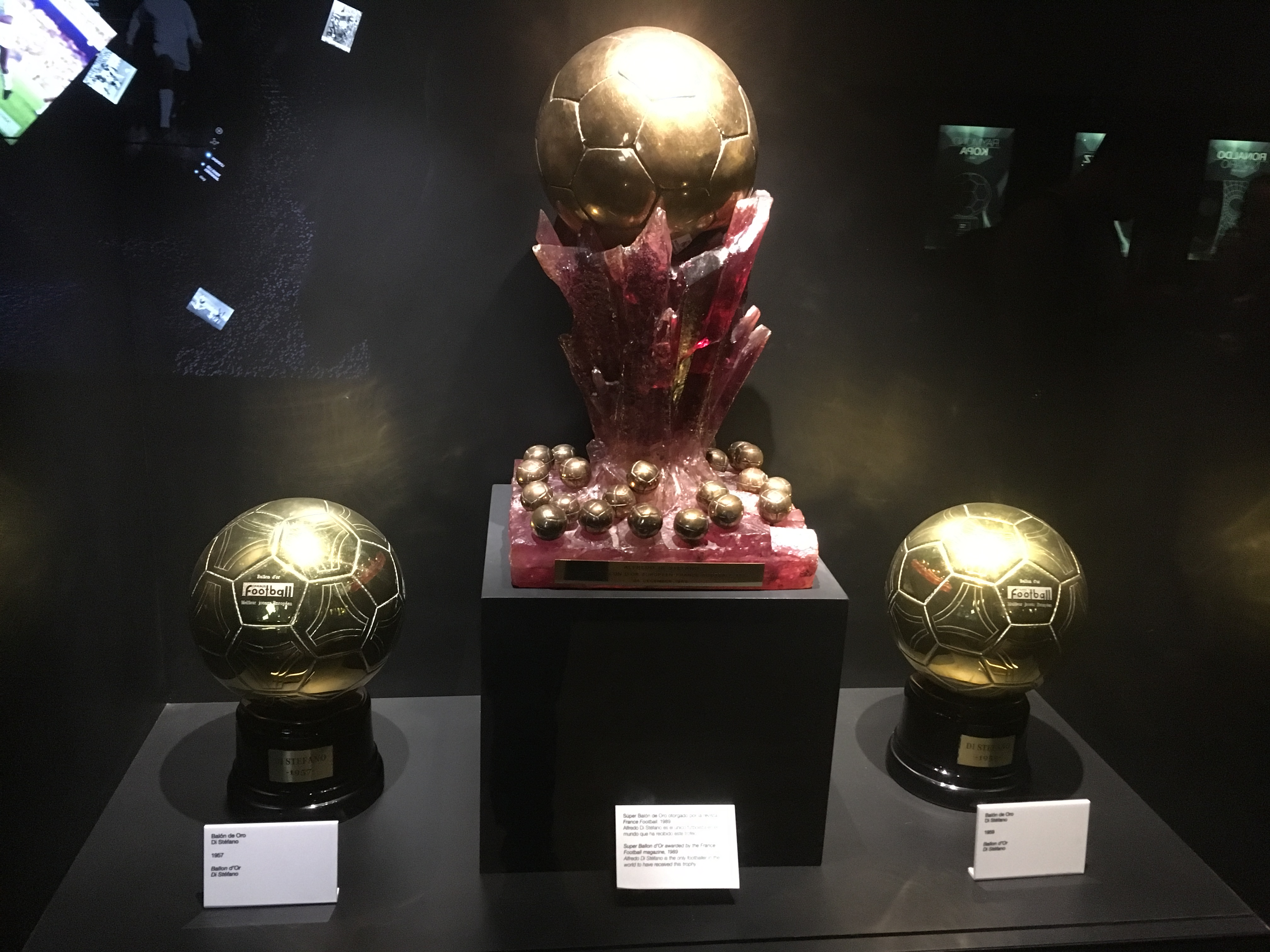
スーパーバロンドール